# TV Azteca
ТВ Астека (шп. TV Azteca) је мексички медијски конгломерат и друга је највећа мексичка медијска компанија одмах иза Televisa, у власништву је Групо Салинас и њен власник је Рикардо Салинас Плијего, је један од највећих произвођача садржаја који говоре шпански.
Брана има неколико отворених и плаћених телевизијских канала, првобитно је основана 1983. као "Имевисион" (Imevisión; Instituto Mexicano de Televisión, Српски: Мексички институт за телевизију), парадржавна медијска компанија која је имала канале КСХДФ (XHDF), КСХИМТ (XHIMT) и КСЕИМТ (XEIMT) који су се емитовали у неколико држава Мексика приватизован је 1990. године, а 1993. године би га купио Рицардо Салинас Плиего, власник продавница беле технике Електра.
Компанија је основана као Телевисион Азтеца и почела је са теленовелама исте године са својом првом теленовелом Стена од амаранта, продуцирала ће теленовеле до 2018. године, а Едуцандо а нина је била њена последња теленовела.
Ацтуалменте продуцтион сериес де телевисион и програмс ен виво пара сус цаналес принципалес, Azteca Uno и Azteca 7.

## Продукције
ТВ Азтеца тренутно не производи теленовела и посветила се само ток шоу и ријалити програмима, које је продуцирала администрација Сандре Сместер, који је завршио 2022. године да би га заменио Адриан Ортега Ецхеголлен, који планира да се врати у теленовеле у будућности.
Емитоване су сапунице Azteca Uno (срп. Астека Оне).
Серија се емитује Azteca 7 (срп. Астека Седам).
Серија у снимању кроз Azteca 7
| Термин | Наслов теленовеле | На српском      | Продуцент(и)             | Главне улоге                       |
| ------ | ----------------- | --------------- | ------------------------ | ---------------------------------- |
| 19:30h  |                   | шта људи говоре | Алекандер Родригуез      | Вариед Цаст                        |
| 20:30h  |                   | дан за живот    | Рафаел Уриостегуи        | Марија Хозе Маган                  |
| 22:30h  |                   | злочин лутрија  | Адриан Ортега Ецхеголлен | Клаудио Лафарга и Јулиета Грајалес |

## Телевисино присуство у Србији
Теленовеле ТВ Астека присутне су у Србији од 2002. године, Први који је емитован је Председник, емитован преко локалног Локалне телевизије
До данас је емитовано 8 теленовела ТВ Астека
| Наслов у Србији       | Оригинални наслов | Интернационални наслов | Година снимања | Година приказивања | Телевизија                  |
| --------------------- | ----------------- | ---------------------- | -------------- | ------------------ | --------------------------- |
| Председник            |                   |                        | 2001.—2001     | 1999               | Кошава ТВ                   |
| Романтична опсесија   |                   |                        | 2001.—2001     | 1999               | Локалне телевизије          |
| Плима љубави          |                   |                        | 2002.—2002     | 1999               | Локалне телевизије          |
| Неверне љубави        |                   |                        | 2002.—2003     | 2001               | Локалне телевизије          |
| Када будеш моја       |                   |                        | 2003.—2004     | 2001               | Локалне телевизије          |
| Каталина и Себастијан |                   |                        | 2004.—2005     | 1999               | Локалне телевизије          |
| Сумња                 |                   |                        | 2004.—2005     | 2001               | Студио Б Локалне телевизије |
| Белинда               |                   |                        | 2005.—2006     | 2004               | Телевизија Пинк             |